# Afro Samurai: Resurrection
Afro Samurai: Resurrection (アフロサムライ レザレクション?, Afuro Samurai Rezarekushon), stilizzato come ΛFΓO SΛMUΓΛI RESUΓΓECTIOΠ, è un film per la televisione del 2009 diretto da Fuminori Kizaki. La pellicola è il sequel della miniserie in cinque episodi Afro Samurai tratta dall'omonimo manga di Takashi Okazaki.

## Trama
Non avendo alcuno scopo nella vita dopo essersi vendicato dell'omicidio di suo padre Rokutaro, da tempo Afro Samurai trascorre le giornate realizzando sculture in legno di personaggi storici e lottando solo se minacciato. Un giorno Afro viene attaccato da Jinno (suo amico d'infanzia diventato nemico giurato, che ora è un cyborg privo di emozioni) e sua sorella Lady Sio, i quali gli sottraggono sia la fascia Numero 1 che la mandibola del defunto padre. Lady Sio afferma che resusciteranno Rokutaro (con l'aiuto dello scienziato pazzo Dharman) per usarlo per vendicare le sue numerose uccisioni, comprese quelle dei suoi parenti, sfidandolo dunque a trovare la fascia Numero 2 se ha ancora la volontà di combattere. Dopo aver fatto riforgiare la sua katana arrugginita, Afro parte alla ricerca del possessore della fascia Numero 2.
Afro si reca a un festival dove l'ultimo membro sopravvissuto del Clan dei Sette Vuoti, il Terzo Fratello, lo sfida a una partita a dadi per conoscere l'identità del Numero 2. Afro lo sorprende a barare, e quindi lo costringe a rivelare che la fascia Numero 2 ora appartiene al valoroso ronin Shichigoro. Afro, che precedentemente aveva salvato Kotaro, il figlio adottivo di Shichigoro, da un tentativo di rapimento (senza sapere ancora chi fossero), uccide in combattimento il ronin proprio di fronte a lui, lasciando il bambino a piangere la morte di suo padre e giurare vendetta. Dopo aver rivendicato la fascia Numero 2, Afro distrugge tre guerrieri cyborg che si rivelano essere i fratelli e la sorella adottivi di Lady Sio. Sio usa la scienza proibita per resuscitare Rokutaro, trasformandolo in un guerriero senz'anima spinto solo a uccidere.
Con Afro gravemente ferito dall'ultimo combattimento, Rokutaro lo sconfigge grazie alla sua forza e velocità superiori, soffocando il figlio fino a farlo svenire. La vista di Afro che muore fa sì che Jinno ricordi il felice legame che un tempo condividevano come fratelli adottivi, perciò attacca Rokutaro ma viene da lui sconfitto. Lady Sio cerca di salvare il fratello, ma Rokutaro la trafigge dopo aver trapassato con la katana il corpo di Jinno, posto dinnanzi a lei. Mentre giacciono morenti, una scintilla dal corpo di Jinno viaggia attraverso il sangue versato di Lady Sio fino ad Afro, che resuscita e accetta che il Rokutaro che ha di fronte non è il suo vero padre e lo attacca. Afro riprende la fascia Numero 1 e consegna la Numero 2 a Kotaro, dicendogli che lo troverà pronto per quando vorrà vendicare la morte di Shichigoro. Mentre Afro si congeda, il suo amico immaginario Ninja Ninja riappare davanti a lui affermando che il ciclo di vendette e spargimenti di sangue non finirà mai. Afro si dirige verso il Monte Shumi, dove attende il suo prossimo sfidante in quanto portatore della fascia Numero 1.
Nell'ultima scena, dopo i titoli di coda, viene mostrata per pochi istanti la ricomparsa di Justice.

## Personaggi e doppiatori
- Samuel L. Jackson: Afro / Ninja Ninja
- Lucy Liu: Lady Sio
- Mark Hamill: Bin / proprietario del negozio di oden
- S. Scott Bullock: professor Dharman / rapitore
- Greg Eagles: Rokutaro
- Grey Delisle: Tomoe / Ogin
- Kevin Michael Richardson: fabbro / Takimoto
- Steve Blum: uomo A / assassini
- Dave Wittenberg: adolescente / Fratello schermidore
- Jeff Bennett: Terzo Fratello
- Liam O'Brien: Shichigoro
- Zachary Gordon: Kotaro
- Phil LaMarr: Afro da giovane
- Yuri Lowenthal: Jinnosuke / Kuma
- RZA: DJ
- Ariel Winter: Lady Sio da giovane

## Colonna sonora
La colonna sonora, firmata da RZA, è stata pubblicata dalle etichette Wu Music Group e Koch Records il 27 gennaio 2009.
1. Combat (Afro Season II) – 2:50
2. You Already Know – 2:48
3. Blood Thicker Than Mud "Family Affair" – 3:33
4. Whar – 4:25
5. Girl Samurai Lullaby – 3:21
6. Fight for You – 2:01
7. Bitch Gonna Get Ya’ – 3:37
8. Bloody Days Bloody Nights – 1:47
9. Kill Kill Kill – 2:44
10. Nappy Afro – 3:36
11. Bloody Samurai – 3:34
12. Dead Birds – 2:22
13. Arch Nemesis – 2:48
14. Brother's Keeper – 3:42
15. Yellow Jackets – 3:04
16. Take the Sword Pt.III – 10:50
17. Number One Samurai (Afro Season II Outro) – 2:56

## Accoglienza
Zac Bertschy di Anime News Network ha dichiarato che «Afro Samurai: Resurrection è un film meraviglioso, [...] con animazioni incredibili, scene d'azione spettacolari e una colonna sonora impressionante di Ghostface». Tuttavia, ha criticato il fatto che il film sia solo una scusa per mettere insieme scene di combattimento e che più la trama va avanti più la sceneggiatura si mostra «debole».

## Riconoscimenti
- 2009 - Primetime Emmy Awards[3][4]
  - Outstanding Individual Achievement In Animation a Shigemi Ikeda
  - Candidatura per il miglior programma d'animazione